# Phạm Thận Duật
 (novembre 2018).
Phạm Thận Duật (范慎遹) est un mandarin ayu service de la dynastie Nguyễn, né en 1825 et mort en 1885 à Tahiti. 
Tôn Thất Phan et lui, représentant la cour de l'empereur Tự Đức, signent le traité de Hué en 1884. Il participe au mouvement Cần vương de résistance anticoloniale française et meurt envoyé en exil à Tahiti par les Français.
La connaissance de son rôle dans cet effort de résistance est cachée ou perdue pendant plusieurs décennies après sa mort et il est donc considéré comme un collaborateur des Français pour avoir signé le traité de Hué.
Également historien reconnu, responsable de l'Institut national d'histoire (Quốc Sử Quán) et du Lycée impérial (Quốc Tử Giám), il est le mentor des futurs empereurs Dục Đức et Đồng Khánh.